# 毛主席视察华北、中南和华东地区时的重要指示
《毛主席视察华北、中南和华东地区时的重要指示》，是1967年10月7日，中共中央转发的一份中国共产党中央委员会主席毛泽东的指示文件。

## 概述
1967年7月至9月，毛泽东用两个多月视察了华北、中南和华东地区，调查了河北、河南、湖北、湖南、江西、浙江、上海等省市文化大革命的情况。在视察过程中，对各地的文化大革命运动作了重要指示。10月7日，中共中央转发《毛主席视察华北、中南和华东地区时的重要指示》。
其中毛泽东重点提出：全国的无产阶级文化大革命形势大好。各地革命群众组织要实现革命的大联合，在工人阶级内部，没有根本的利害冲突。专政是群众的专政，靠政府提人不是好办法；绝大多数的干部都是好的，党内走资派只是一小撮，要团结干部的大多数；要扩大教育面，缩小打击面；在进行批判斗争时，要用文斗，不要搞武斗；要很好地解决上下级关系，搞好干部和群众的关系；办学习班，分期分批地轮训干部；对红卫兵要进行教育，加强学习。